# Disophrys nigra
Disophrys nigra är en stekelart som beskrevs av Cameron 1905. Disophrys nigra ingår i släktet Disophrys och familjen bracksteklar. Inga underarter finns listade i Catalogue of Life.